# Annegret Kramp-Karrenbauer
Annegret Kramp-Karrenbauer, nata Kramp, nota anche con l'acronimo AKK (Völklingen, 9 agosto 1962), è una politica tedesca, presidente dell'Unione Cristiano-Democratica di Germania dal 2018 al 2021 e Ministro della difesa dal luglio 2019 al dicembre 2021.
Si è dimessa dal Parlamento dopo le elezioni federali del 2021.

## Biografia
È cresciuta in una famiglia cattolica: il padre è stato insegnante, mentre la madre casalinga; ha cinque fratelli e sorelle. Si è dedicata alla politica dal 1981 quando si è iscritta alla CDU, partito col quale, nel 1984, è stata eletta consigliera nel Comune di Püttlingen.
Nel 1998 è stata eletta deputata per la prima volta. È stata la prima donna a ricoprire l'incarico di Ministra presidente della Saarland, posizione occupata dal 2011 al 2018. Durante l'iter di approvazione della legge, si è opposta al matrimonio tra persone dello stesso sesso. Ha posizioni rigide su aborto e religione islamica.
Il 7 dicembre 2018 al congresso dell'Unione Cristiano-Democratica di Germania è stata eletta presidente del partito, succedendo alla Cancelliera Angela Merkel. Ha superato con il 52% Friedrich Merz. È considerata la candidata più vicina alle posizioni della Cancelliera al punto da essere soprannominata la piccola Merkel.
È una sostenitrice dei diritti dei lavoratori e dei diritti degli immigrati: le sue posizioni sono state spesso in contrasto con quelle del CSU, il principale alleato della CDU in Baviera. Il 17 luglio 2019 è nominata ministro della Difesa federale al posto di Ursula von der Leyen, eletta Presidente della Commissione europea.
Il 10 febbraio 2020, in relazione all'elezione di Thomas Kemmerich a Ministro presidente della Turingia con l'appoggio dell'ultradestra di AfD (la linea nazionale della CDU esclude questa evenienza) e al conseguente acceso dibattito scoppiato all'interno del partito, annuncia che avrebbe rassegnato entro l'anno le dimissioni dalla presidenza federale della CDU e che avrebbe abbandonato la candidatura per l'incarico di cancelliera del 2021.

## Vita privata
È sposata dal 1984 con Helmut Karrenbauer, un ingegnere minerario in pensione, con il quale ha tre figli, nati nel 1988, nel 1991 e nel 1998. Vivono nella città di Püttlingen. Kramp-Karrenbauer parla francese.